# Slowakische Badmintonmeisterschaft 2009
Die Slowakische Badmintonmeisterschaft 2009 war die 17. Auflage der Titelkämpfe im Badminton in der Slowakei. Sie fand vom 1. bis zum 3. Mai 2009 in Prešov statt.

## Medaillengewinner
| Disziplin    | Gold                                                              | Silber                                                               | Bronze                                                                   |
| ------------ | ----------------------------------------------------------------- | -------------------------------------------------------------------- | ------------------------------------------------------------------------ |
| Herreneinzel | Michal Matejka (M-Šport Trenčín)                                  | Vladimír Závada (BC Prešov)                                          | Marián Šulko (Spoje Bratislava)                                          |
| Herreneinzel | Michal Matejka (M-Šport Trenčín)                                  | Vladimír Závada (BC Prešov)                                          | Jarolím Vícen (Spoje Bratislava)                                         |
| Dameneinzel  | Monika Fašungová (CEVA Trenčín)                                   | Zuzana Orlovská (BC Prešov)                                          | Gabriela Štefániková (Spoje Bratislava)                                  |
| Dameneinzel  | Monika Fašungová (CEVA Trenčín)                                   | Zuzana Orlovská (BC Prešov)                                          | Dominika Rebová (Lokomotíva Košice)                                      |
| Herrendoppel | Marián Smrek (BC Prešov) Vladimír Závada (BC Prešov)              | Pavel Mečár (Slávia ŽU Žilina) Marián Šulko (Spoje Bratislava)       | Jarolím Vícen (Spoje Bratislava) Tomáš Lobotka (CEVA Trenčín)            |
| Herrendoppel | Marián Smrek (BC Prešov) Vladimír Závada (BC Prešov)              | Pavel Mečár (Slávia ŽU Žilina) Marián Šulko (Spoje Bratislava)       | Martin Bočák (BK MI Trenčín) Milan Ludík (BK MI Trenčín)                 |
| Damendoppel  | Zuzana Orlovská (BC Prešov) Barbora Bobrovská (Lokomotíva Košice) | Radka Halušicová (BK MI Trenčín) Kristína Ludíková (BK MI Trenčín)   | Gabriela Štefániková (Spoje Bratislava) Monika Fašungová (CEVA Trenčín)  |
| Damendoppel  | Zuzana Orlovská (BC Prešov) Barbora Bobrovská (Lokomotíva Košice) | Radka Halušicová (BK MI Trenčín) Kristína Ludíková (BK MI Trenčín)   | Ivana Kubíková (BC Prešov) Denisa Antalová (Družst. Klenovec)            |
| Mixed        | Vladimír Závada (BC Prešov) Zuzana Orlovská (BC Prešov)           | Pavel Mečár (Slávia ŽU Žilina) Barbora Bobrovská (Lokomotíva Košice) | Jarolím Vícen (Spoje Bratislava) Gabriela Štefániková (Spoje Bratislava) |
| Mixed        | Vladimír Závada (BC Prešov) Zuzana Orlovská (BC Prešov)           | Pavel Mečár (Slávia ŽU Žilina) Barbora Bobrovská (Lokomotíva Košice) | Juraj Pagáč (BK MI Trenčín) Radka Halušicová (BK MI Trenčín)             |